# مرتفع المحيط الهادي
مرتفع المحيط الهادئ (أو المرتفع الهاييتي) هو خلية شبه دائمة من الضغط الجوي العالي يتمركز على شرق المحيط الهادئ بين خطي العرض 35° و 45° شمالا. و هو واحد من مراكز الفعل الأساسية بالنصف الشمالي للكرة الأرضية. و هو يمتد خلال فصل الصيف و يتقلص حجمه خلال فصل الشتاء.
خلال فصل الصيف، تكون مياه المحيط الهادئ باردة نسبيا بالمقارنة مع اليابسة ما يجعل مرتفع المحيط الهادئ يمتد و يتسع و يحول دون زوال حزام الضغط العالي دون المداري جراء التسخين القاري. و هو بذلك يماثل شبيهه على المحيط الأطلسي مرتفع الآصور في قوته و امتداده. و اتساعه القوي هذا يجعل تأثيره يمتد إلى مناطق متوسطة خط العرض. و بصفة عامة، يميل الهواء إلى الهبوط على الأطراف الشرقية للمرتفعات الجوية دون المدارية فيحتر ذاتيا و يؤدي إلى طقس دافئ و جاف. و بالتالي فإن امتداد مرتفع المحيط الهادئ على طول السواحل الغربية لشمال أمريكا خلال هذا الفصل ينتج عنه نقص شديد في كمية التساقطات المطرية على هذه المنطقة. و بالتالي فإن الجفاف الصيفي الطويل بالمناطق ذات المناخ من نمط مناخ البحر الأبيض المتوسط (جنوب كاليفورنيا في هذه الحالة) يرجع لتأثير المرتفع دون المداري الشاسع (مرتفع المحيط الهادئ في هذه الحالة). و يعرف مرتفع المحيط الهادئ متوسط ضغط جوي على مستوى سطح البحر لشهر يوليوز يعادل 1026 هيكتوباسكال.
أما خلال فصل الشتاء، فيصبح مرتفع المحيط الهادئ ضعيفا و محدودا بسبب الدفء النسبي للمحيط على النطاق شبه المداري، كما يميل للنزوح باتجاه خط الاستواء ليتمركز بالقرب من 30° ش. و يسجل متوسط شهري للضغط الجوي على مستوى سطح البحر يعادل 1020 هيكتوباسكال من أجل شهر يناير.

## المصدر
- موسوعة مناخ العالم – جون أُ. أوليـفِر – روبير م. هوردون.
- معجم المصطلحات العلمية والفنية المستعملة في الأرصاد الجوية (إنجليزي-عربي)– محمد فتحي طه.